# 卞毓麟
卞毓麟（1943年7月—），男，江苏泰州人，中国天文学家、科普作家。现任中国科普作家协会常务理事，上海市科普作家协会副理事长，上海市天文学会副理事长，上海交通大学科学史系兼职教授。

## 获奖作品
- 《拥抱群星——与青少年一同走进天文学》 2018年全国优秀科普作品[5]
- 《追星：关于天文、历史、艺术与宗教的传奇》 第四届文津图书奖[6]